# Nomada subpacata
Nomada subpacata är en biart som beskrevs av Swenk 1913. Nomada subpacata ingår i släktet gökbin, och familjen långtungebin. Inga underarter finns listade i Catalogue of Life.